# José Zorrilla

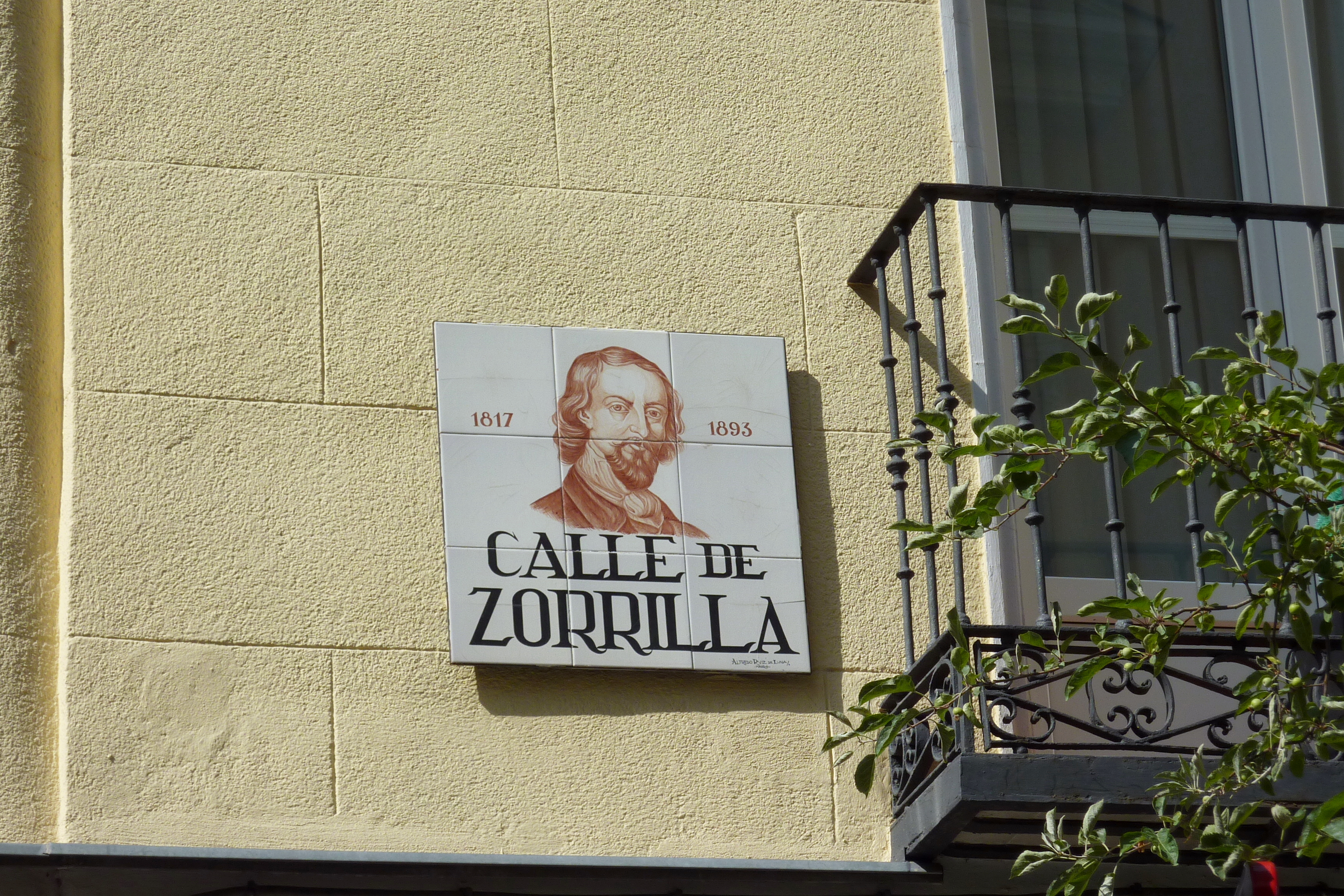
Ulice 'Calle de Zorilla' v Madridu

José Zorrilla y Moral (21. února 1817 — 23. března 1893) byl španělský básník a dramatik.

## Biografie
Pocházel ze šlechtické rodiny, vystudoval v Toledu právo a stal se úředníkem na magistrátu v rodném Valladolidu. V roce 1836 opustil úřad a věnoval se novinářství a psaní. V roce 1837 napsal elegii na smrt Larry, která mu získala literární věhlas a slávu, v témže roce vydal první sbírku svých básní, dále pokračoval v úspěšné literární kariéře. V roce 1855 se stal dvorním básníkem mexického císaře Maxmiliána I.[zdroj?] Po jeho popravě se musel navrátit do Španělska, posléze se stal roku 1885 členem Španělské královské akademie (RAE). V roce 1887 získal celoživotní pensi, která ho zbavila hmotným starostí. V roce 1889 byl prohlášen za španělského národního básníka.[zdroj?]

## Dílo
K jeho hlavním dílům patří lyrické sbírky s legendistickou tematikou Catntos del Trovador (1841), Flores perdidas (1834), El album de un loco (1867), Poema religioso (1869), Composiciones varias (1877), Le leyenda del Cid (1880), El cantar del Romero (1879). Jeho texty jsou silně pod vlivem francouzských romantiků,[zdroj?] zejména Chateaubrianda a Huga,[zdroj?] věnoval se převážně tvorbě lyrickoepických skladeb, čerpajících ze španělské národní historie a pověstí,[zdroj?] označoval je za legendy, přesto se vyznačují velkou nápaditostí zejména v popisných pasážích. Velkou slávu mu získalo Calderónem ovlivněné[zdroj?] drama Don Juan Tenorio (1844). Mimoto napsal také drama Traidor, inconfeso y martyr (1849).

### České překlady
- Don Juan Tenorio: nábožensko fantastické drama o dvou dílech. V Praze: J. Otto, 1902. Překlad: Antonín Pikhart.

## Fotogalerie

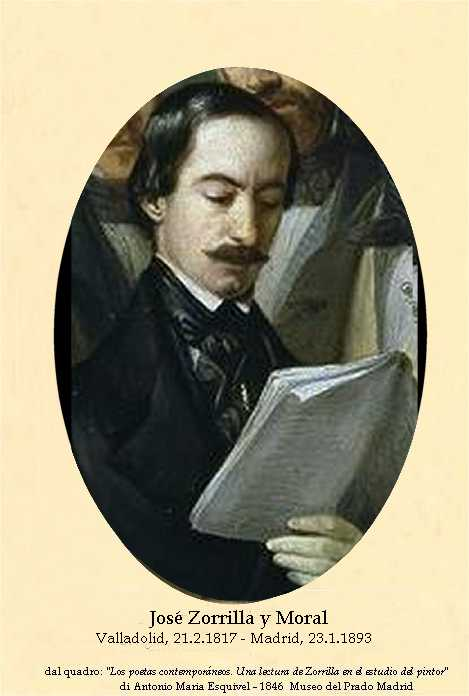
José Zorrilla y Moral
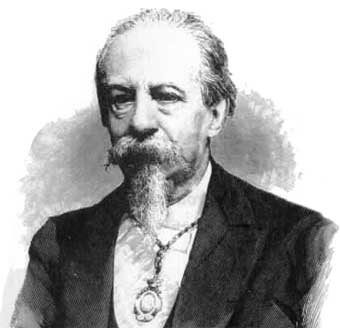
José Zorrilla y Moral
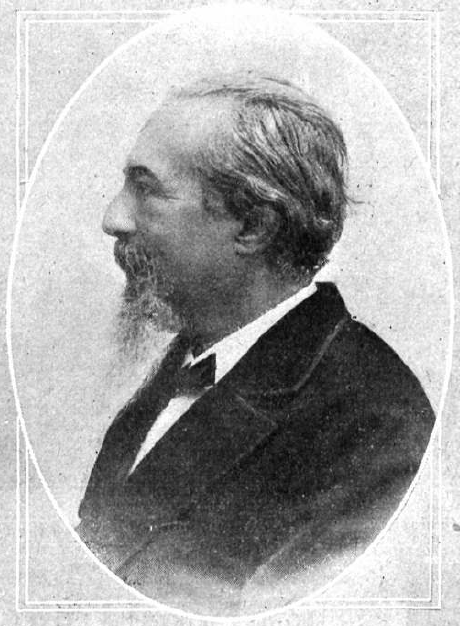
José Zorrilla y Moral
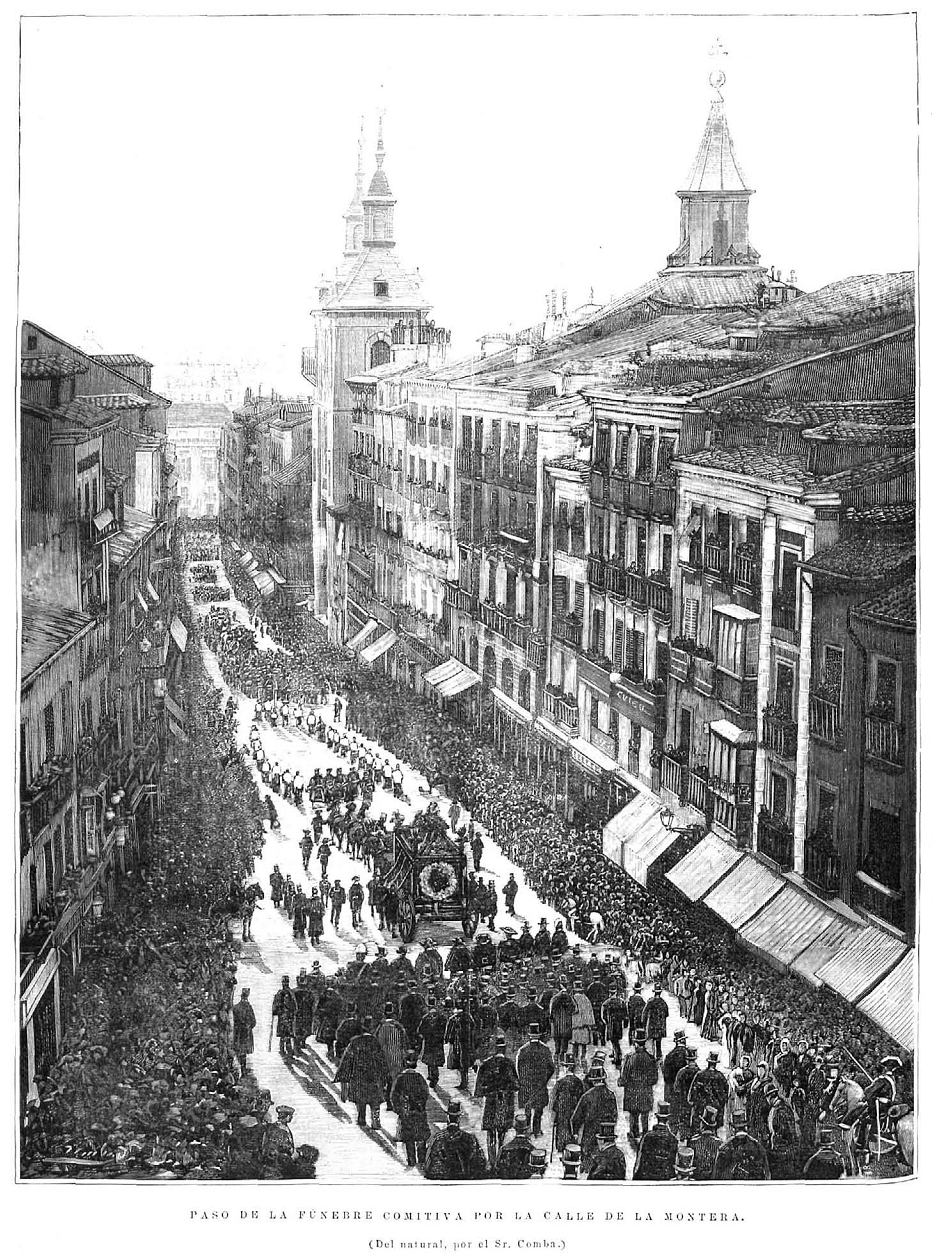
Pohřební průvod procházející ulicí 'Calle de la Montera' (Madrid)
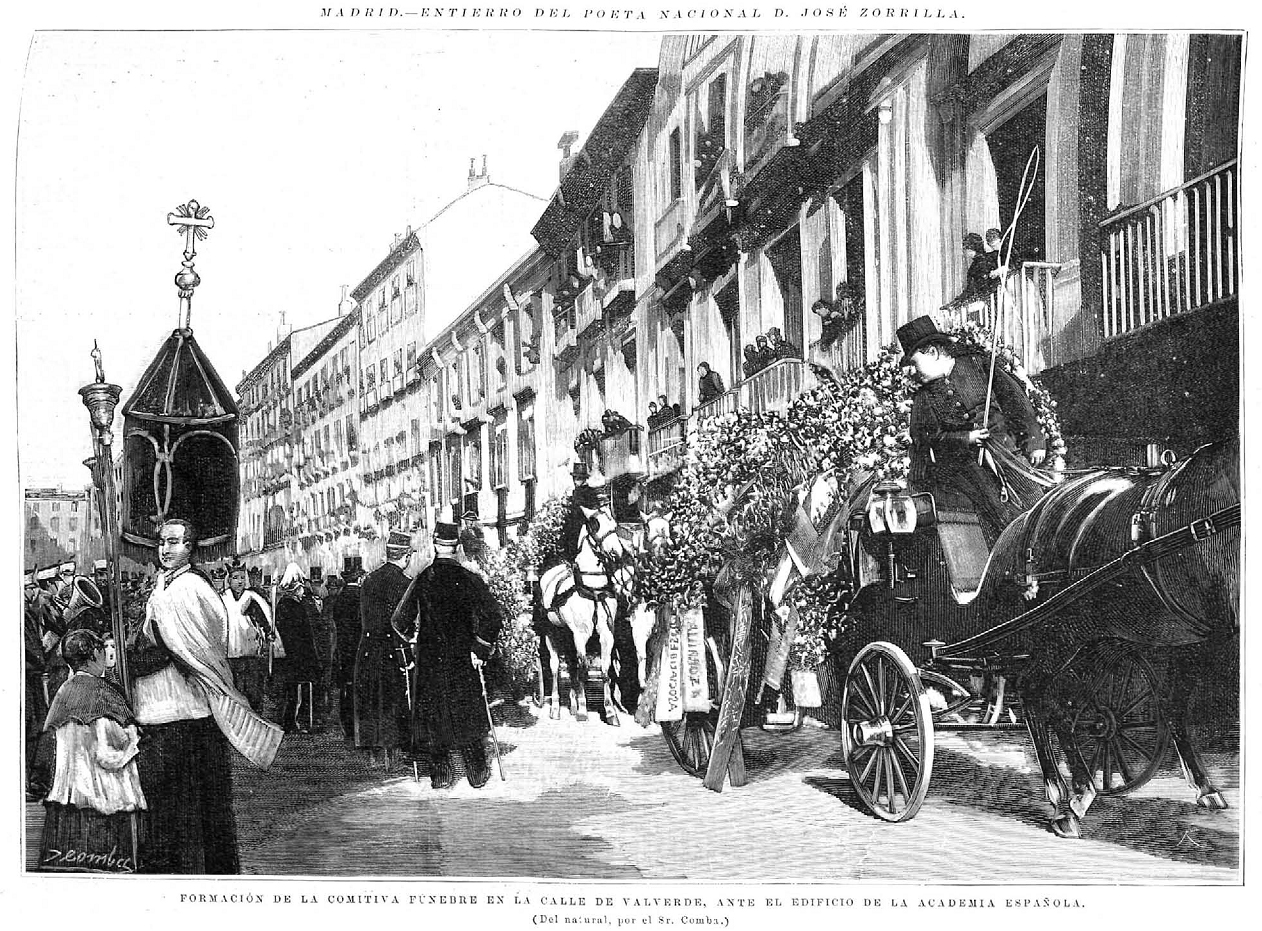
Pohřební průvod procházející ulicí 'Calle de Valverde' (Madrid)